# Anemorilla rufescens
Anemorilla rufescens là một loài ruồi trong họ Tachinidae.